# Ulm (1854)
Le Ulm est un navire de ligne de 100 canons de la classe Hercule de la marine française. Il a été transformé en navire à vapeur et à voile alors qu'il était sur quille et lancé comme navire de 82 canons.

## Histoire
Commandé sous le nom de Lys sous la monarchie absolue de Charles X, le navire, toujours en construction, est rebaptisé Ulm le 9 août 1830, à la suite de la Révolution de Juillet. Il est transformé en bateau à voile et à vapeur, recevant un moteur Indret, et est finalement lancé en 1854. 
Il sert en mer Noire pendant la guerre de Crimée et participe à la bataille de Kinburn. À partir de juillet 1857, il fait partie de l'escadre de Toulon puis est transféré à Brest en 1860 pour des essais de moteurs, et à Cherbourg en juin 1862.
À partir de septembre 1862, il est utilisé lors de l'intervention française au Mexique. Il revient à Brest le 3 janvier 1863.
Frappé en 1867, il est utilisé comme carcasse charbonnière à Brest avant d'être finalement démoli en 1890.